# دينت دي بيروك
دينت دي بيروك (بالإنجليزية: Dent de Perroc)‏ هو أحد جبال سلسلة جبال الألب بينيني ويقع في كانتون فاليز في سويسرا. يحتل المرتبة رقم 50 في قائمة جبال سويسرا من حيث الارتفاع، إذ يبلغ ارتفاعه حوالي 3676 متر، بينما يبلغ ارتفاع نتوء الجبل 408 متر، هذا وقد سجل أول وصول لقمة الجبل عام 1871.